# Norman Black

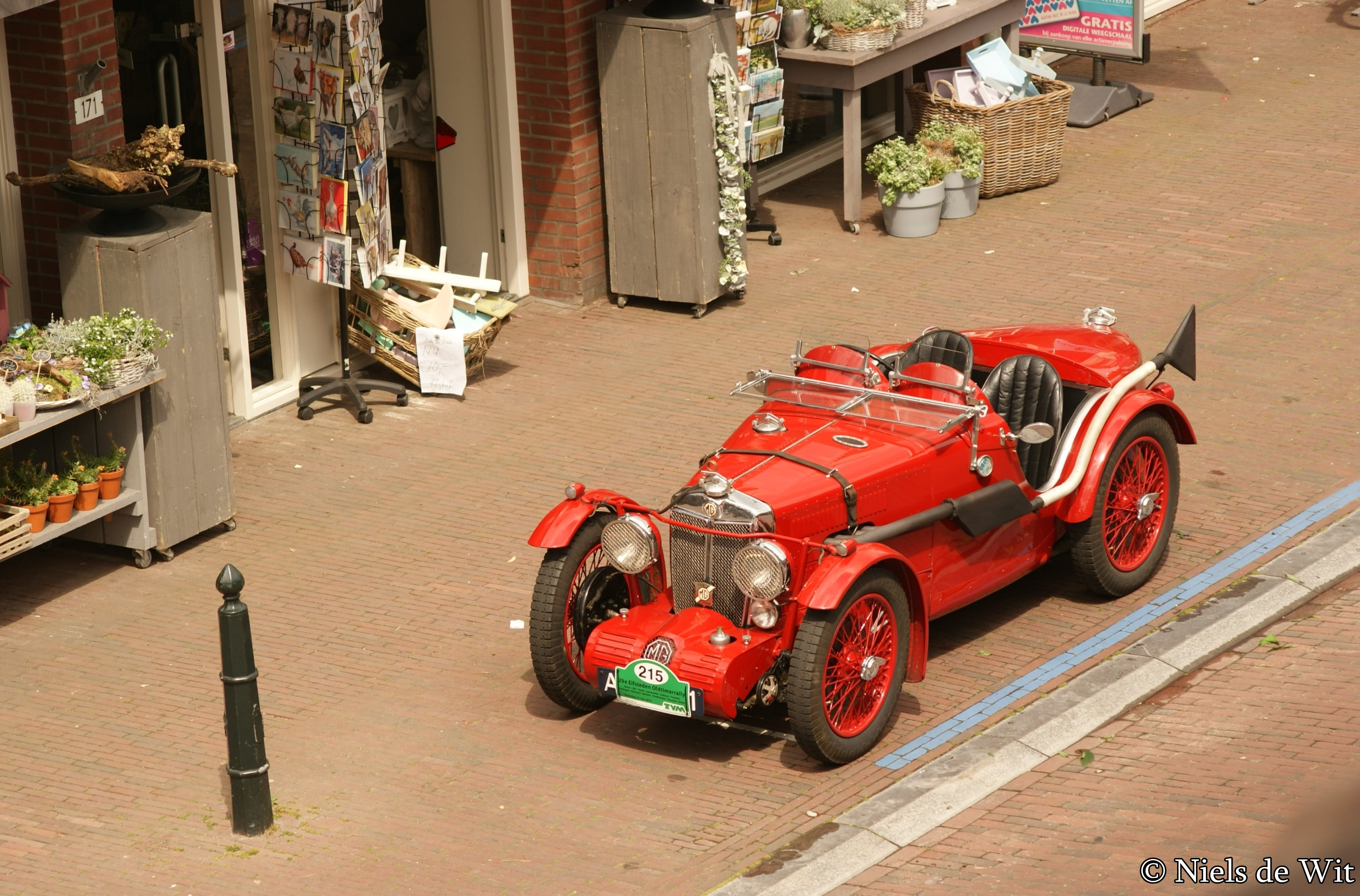
MG C-Type Midget wie ihn Norman Black in den 1930er-Jahren bei Sportwagenrennen fuhr

Norman Arthur Black (* 17. November 1894 in Leicester; † 23. Februar 1973 in Hove) war ein britischer Autorennfahrer.

## Karriere als Rennfahrer
Norman Black war in den 1930er-Jahren im Sportwagensport aktiv und erfolgreich. 1931 gewann er auf einem MG C-Type Midget den im Phoenix Park von Dublin ausgetragenen Großen Preis von Irland und die RAC Tourist Trophy. Zu diesen Erfolgen kam der dritte Rang beim 1000-Meilen-Rennen von Brooklands 1932.
Fünfmal startete er beim 24-Stunden-Rennen von Le Mans, wo die beste Platzierung der 15. Gesamtrang 1934 war.

## Statistik

### Le-Mans-Ergebnisse
| Jahr | Team                  | Fahrzeug                 | Teamkollege          | Platzierung | Ausfallgrund       |
| ---- | --------------------- | ------------------------ | -------------------- | ----------- | ------------------ |
| 1932 | Sir Francis Samuelson | MG C-Type Midget         | Francis Samuelson    | Ausfall     | Leck im Benzintank |
| 1933 | Norman Black          | MG C-Type 4 Midget       | Ron Gibson           | Ausfall     | Leck im Kühler     |
| 1934 | Singer Ltd.           | Singer 9 Le Mans         | John Horton Baker    | Rang 15     |                    |
| 1935 | John Horton Baker     | Singer 9 Le Mans Replica | John Horton Baker    | Ausfall     | Starter defekt     |
| 1937 | Team Autosports       | Singer 9 Le Mans Replica | Frank Stanley Barnes | Ausfall     | Zündung            |